# بادالونا
بلدية بادالونا (بالكاتالانية: Badalona) هي إحدى بلديات مقاطعة برشلونة، والتي تقع في منطقة كاتالونيا، شرق إسبانيا.
يبلغ عدد سكانها 216.201 نسمة وفقاً لإحصائية سنة (2007).

## المناخ
يظهر الجدول التالي التغييرات المناخية على مدار السنة لبادالونا:
| البيانات المناخية لـبادالونا                                                | البيانات المناخية لـبادالونا | البيانات المناخية لـبادالونا | البيانات المناخية لـبادالونا | البيانات المناخية لـبادالونا | البيانات المناخية لـبادالونا | البيانات المناخية لـبادالونا | البيانات المناخية لـبادالونا | البيانات المناخية لـبادالونا | البيانات المناخية لـبادالونا | البيانات المناخية لـبادالونا | البيانات المناخية لـبادالونا | البيانات المناخية لـبادالونا | البيانات المناخية لـبادالونا |
| الشهر                                                                       | يناير                        | فبراير                       | مارس                         | أبريل                        | مايو                         | يونيو                        | يوليو                        | أغسطس                        | سبتمبر                       | أكتوبر                       | نوفمبر                       | ديسمبر                       | المعدل السنوي                |
| --------------------------------------------------------------------------- | ---------------------------- | ---------------------------- | ---------------------------- | ---------------------------- | ---------------------------- | ---------------------------- | ---------------------------- | ---------------------------- | ---------------------------- | ---------------------------- | ---------------------------- | ---------------------------- | ---------------------------- |
| متوسط درجة الحرارة الكبرى °م (°ف)                                           | 13.7 (56.7)                  | 14.1 (57.4)                  | 15.7 (60.3)                  | 17.4 (63.3)                  | 20.2 (68.4)                  | 23.7 (74.7)                  | 26.8 (80.2)                  | 27.9 (82.2)                  | 24.8 (76.6)                  | 21.5 (70.7)                  | 17.2 (63.0)                  | 14.4 (57.9)                  | 19.8 (67.6)                  |
| المتوسط اليومي °م (°ف)                                                      | 10.1 (50.2)                  | 10.7 (51.3)                  | 12.5 (54.5)                  | 14.2 (57.6)                  | 17.4 (63.3)                  | 21.3 (70.3)                  | 24.3 (75.7)                  | 25.0 (77.0)                  | 21.8 (71.2)                  | 18.3 (64.9)                  | 13.7 (56.7)                  | 11.0 (51.8)                  | 16.7 (62.1)                  |
| متوسط درجة الحرارة الصغرى °م (°ف)                                           | 6.7 (44.1)                   | 7.2 (45.0)                   | 9.3 (48.7)                   | 11.0 (51.8)                  | 14.6 (58.3)                  | 18.6 (65.5)                  | 21.7 (71.1)                  | 21.8 (71.2)                  | 18.8 (65.8)                  | 15.1 (59.2)                  | 10.3 (50.5)                  | 7.6 (45.7)                   | 13.6 (56.5)                  |
| الهطول مم (إنش)                                                             | 43.8 (1.72)                  | 36.3 (1.43)                  | 36.3 (1.43)                  | 41.8 (1.65)                  | 49.7 (1.96)                  | 37.2 (1.46)                  | 25.2 (0.99)                  | 49.3 (1.94)                  | 78.4 (3.09)                  | 80.9 (3.19)                  | 54.4 (2.14)                  | 41.2 (1.62)                  | 575 (22.6)                   |
| متوسط أيام هطول الأمطار (≥ 0.1 mm)                                          | 7.8                          | 7.3                          | 7.5                          | 8.7                          | 7.6                          | 4.4                          | 3.8                          | 4.8                          | 7.0                          | 6.7                          | 6.5                          | 4.0                          | 76                           |
| متوسط الرطوبة النسبية (%)                                                   | 67                           | 65                           | 69                           | 72                           | 73                           | 72                           | 73                           | 73                           | 72                           | 73                           | 69                           | 68                           | 70                           |
| المصدر: MeteoBDN (1981-2010, 2009-2017 for precipitation days and humidity) |                              |                              |                              |                              |                              |                              |                              |                              |                              |                              |                              |                              |                              |

## توأمة
لبادالونا اتفاقيات توأمة مع كل من:
- Alcanar [الإنجليزية]‏
- سان فرناندو
- فالبارايسو

## أعلام
- لويس غارسيا
- فيكتور سادا
- ميريا بيلمونتي غارثيا
- كامارون ديلا إيسلا
- سيرجيو غوميز مارتن
- ألفارو فازكيز